# Gustav Adolf Keiser
Gustav Adolf Keiser (* 27. November 1816 in Zug; heimatberechtigt ebenda; † 9. März 1880 ebenda) war ein Schweizer Jurist, Ständerat und Landammann. Er war ein Vertreter «des neuen Typs der Politiker-Unternehmer» und gilt als «wohl wichtigster Zuger Reformer des 19. Jahrhunderts».

## Leben und Wirken
Gustav Adolf Keiser war Sohn des Fürsprechs Burkard Keiser und der Elisabeth Weber. Sein älterer Halbbruder war der Reformgeistliche Karl Kaspar Keiser. Er besuchte Gymnasien in Zürich, Bern und Luzern. Anschliessend studierte Keiser von 1836 bis 1840 Rechtswissenschaften an den Universitäten Bern, Jena, Heidelberg und Dijon. In seiner Heimatstadt war er kurze Zeit als Fürsprech tätig und wandte sich dann Handelsgeschäften und der Politik zu. Keiser war dreimal verheiratet, mit der Zuger Tuchhändlers- und Wirtstochter Helena Stadlin, mit der Luzerner Goldschmiedstochter Louisa Luthiger und mit Anna Glaser aus Cannstatt.
Keiser war rhetorisch begabt und einer der wenigen Juristen im Kanton Zug. Er war von 1843 bis 1847  Kantonsrichter und von 1846 bis 1847 Stadt- sowie Kantonsrat. Er führte die liberal-radikale Opposition an, die er als Zeitungsredaktor auch publizistisch unterstützen konnte. Nach dem liberalen Umsturz im Kanton wurde Keiser Ende 1847 Präsident der provisorischen Regierung und im folgenden Jahr einer der Gestalter der neuen Kantonsverfassung. Von 1848 bis zum konservativen Wahlsieg 1850 war er Grossrat, Regierungsrat, Landammann, Ständerat und Präsident des Erziehungsrates sowie der Korporation der Stadt Zug. Den Liberalen gelang unter seiner Führung in dieser Zeit eine nachhaltige Reorganisation des Kantons.
Ende 1850 verlor Keiser alle Ämter und gründete mit Partnern die «Weberei Kollermühle» (Chollermüli), die er bald ganz übernehmen konnte. Sie war die erste Fabrik in der Stadt. Im Zuge der innenpolitischen Entspannung kehrte er in die Politik zurück. Er amtierte von 1862 bis 1871 als Grossrat, von 1862 bis 1880 als Oberrichter sowie von 1871 bis 1872 als Stadtpräsident. Es waren somit nicht mehr die wichtigsten Ämter wie 1848, die er im Kulturkampf nochmals verlor.

## Belege
1. 1 2 3 4  Renato Morosoli: Gustav Adolf Keiser. In: Historisches Lexikon der Schweiz.  8. August 2007.

| Personendaten    | Personendaten                              |
| ---------------- | ------------------------------------------ |
| NAME             | Keiser, Gustav Adolf                       |
| KURZBESCHREIBUNG | Schweizer Jurist, Ständerat und Landammann |
| GEBURTSDATUM     | 27. November 1816                          |
| GEBURTSORT       | Zug, Schweiz                               |
| STERBEDATUM      | 9. März 1880                               |
| STERBEORT        | Zug, Schweiz                               |